# Шашкова Елеонора Петрівна
Елеонора Петрівна Шашкова (рос. Элеонора Петровна Шашкова; нар. 24 грудня 1937 року) — радянська і російська акторка театру і кіно. Заслужена артистка РРФСР (1991). Заслужений діяч культури Польщі.

## Життєпис
Елеонора Шашкова народилася 24 грудня 1937 року в Батумі, в родині прикордонника. Всупереч волі батька, який категорично заперечував проти акторського майбутнього доньки, закінчила Театральне училище імені Б. В. Щукіна. З 1963 року грає в Театрі імені Є. Вахтангова. З 1961 року почала зніматися в кіно, дебютувавши у фільмі «Два життя». Далі було ще кілька невеликих робіт в кіно.
Найвідомішою роллю Елеонори Шашкової стала епізодична роль дружини Штірліца Олександри Миколаївни Гавриліної в телесеріалі Тетяни Ліознової «Сімнадцять миттєвостей весни».
Коли вона прийшла на проби, Ліознова запропонувала зробити стрижку. Наступного дня мали відбуватися зйомки епізоду. Шашкова просила Ліознову дати їй сценарій, щоб вночі почитати, подумати, підготуватися, але та сказала: «Ні про що не думай, просто приходь». Акторка прийшла і почала виконувати команди режисерки. У В'ячеслава Тихонова у цей день був перший за півроку вихідний, але грати без партнера у Шашкової не виходило, їй хотілося бачити очі «чоловіка». І раптом на майданчику з'явився Тихонов: йому стало цікаво, як виглядає його «дружина». Він приїхав на зйомки і сів біля камери. Шашкова виконала свою роль, а наступного дня мали знімати Тихонова, але він сказав, що без «дружини» у нього нічого не вийде. За нею направили машину.
Популярність до Елеонори Шашкової прийшла після виходу фільму, але її рідко впізнавали. Попри те, що Шашкова виконала десятки ролей у Театрі ім.Вахтангова, для багатьох вона залишається насамперед «дружиною Штірліца».
З 65-річним ювілеєм Шашкову привітала Служба зовнішньої розвідки. Представник Служби назвав акторку «зразком дружини розвідника».
З роллю дружини Штірліца перегукується роль дружини Тульєва-Зарокова-Курнакова в тетралогії «Помилка резидента» — «Доля резидента» — «Повернення резидента» — «Кінець операції „Резидент“».
Акторка була одружена двічі. Перший чоловік — Ернст Зорін, актор, заслужений артист Росії. Познайомилися в Театрі Вахтангова. Пізніше він поїхав жити до ФРН і США. У шлюбі народила доньку Антоніна — Шашкова назвала її в пам'ять про свою матір. Антоніна Зоріна одружена, має двох синів Давида і Георгія.
Другий чоловік — Валентин Іванович Селіванов (1938—1998), режисер. Вони познайомилися на зйомках фільму «Щоденник Карлоса Еспіноли».

## Визнання і нагороди
- Заслужена артистка РРФСР (13 вересня 1991 року) — за заслуги в галузі радянського мистецтва[4].
- Заслужений діяч культури Польщі[5][коли?].

## Театральні роботи
- «Міщанин у дворянстві» — Дорімена
- «Пам'ять серця» — Олена Михайлівна
- «Ковальова з провінції» — Ковальова
- «Кам'яний гість» — Лаура
- «На всякого мудреця досить простоти» — Мамаєва

## Ролі в кіно
| Рік         |   | Назва                                           | Роль                                              |    |
| ----------- | - | ----------------------------------------------- | ------------------------------------------------- | -- |
| 1961        | ф | Два життя                                       | епізод (прачка)                                   | ру |
| 1963        | ф | Коли козаки плачуть                             | епізод                                            | ру |
| 1963        | ф | Тиша                                            |                                                   | ру |
| 1964        | ф | Повернення Вероніки                             | Танюшка                                           | ру |
| 1968        | ф | Помилка резидента                               | Марія                                             | ру |
| 1970        | ф | Драма на полюванні                              | Созя                                              | ру |
| 1970        | ф | Про кохання                                     | Віра, подруга Галини                              | ру |
| 1970        | ф | Доля резидента                                  | Марія                                             | ру |
| 1971        | ф | Тіні зникають опівдні                           | Стеха                                             | ру |
| 1972        | ф | Цирк запалює вогні                              | Ірина Олексіївна Шевельова                        | ру |
| 1973        | ф | Відкрита книга                                  | Олена Бистрова                                    | ру |
| 1973        | с | Сімнадцять миттєвостей весни                    | Олександра Миколаївна Гавриліна, дружина Штірліца | ру |
| 1973        | ф | Я служу на кордоні                              | Лідія Іванівна Гребньова                          | ру |
| 1975        | ф | Конармія (телеспектакль)                        | Настя                                             | ру |
| 1976        | ф | Щоденник Карлоса Еспіноли                       | Олександра Іванівна                               | ру |
| 1977        | ф | Вся справа в браті                              | Ніна Олександрівна Калиткіна                      | ру |
| 1978        | ф | Однокашники                                     |                                                   | ру |
| 1981        | ф | Тропініна                                       | дружина Олексія                                   | ру |
| 1982        | ф | Повернення резидента                            | Марія                                             | ру |
| 1982        | ф | Ще до війни                                     | дружина голови                                    | ру |
| 1982        | ф | Сльози крапали                                  | представниця будівельної організації              | ру |
| 1983        | ф | Талісман                                        | тітка Зіна                                        | ру |
| 1984        | ф | Продовжись, продовжись, чарівносте…             |                                                   | ру |
| 1985        | ф | Дорога до моря                                  |                                                   | ру |
| 1985        | ф | Незручна людина                                 |                                                   | ру |
| 1985        | ф | Весілля старшого брата                          | Зоя Павлівна                                      | ру |
| 1991        | ф | Охоронець                                       |                                                   | ру |
| 1999        | ф | Сімейні таємниці                                |                                                   | ру |
| 2004        | ф | За двома зайцями                                |                                                   | ру |
| 2006        | ф | Знаки любові                                    | сусідка                                           | ру |
| 2006        | ф | Утьосов. Пісня довжиною у життя                 | Катерина Фурцева                                  | ру |
| 2007        | ф | Доросле життя дівчинки Поліни Суботіної         | бабуся Насті                                      | ру |
| 2007        | с | Євлампія Романова. Слідство веде дилетант       |                                                   | ру |
| 2007 — 2008 | с | Мачуха                                          | Євдокія Георгіївна                                | ру |
| 2008        | с | Дорослі ігри                                    | Євдокія Георгіївна                                | ру |
| 2008        | ф | Гріхи наші                                      |                                                   | ру |
| 2012        | с | Без терміну давності (23-тя серія «Діти війни») | Раїса Данилівна Кривоженко                        | ру |